# 629 Bernardina
A 629 Bernardina egy a Naprendszer kisbolygói közül, amit August Kopff fedezett fel 1907. március 7-én.